# Edith Palliser

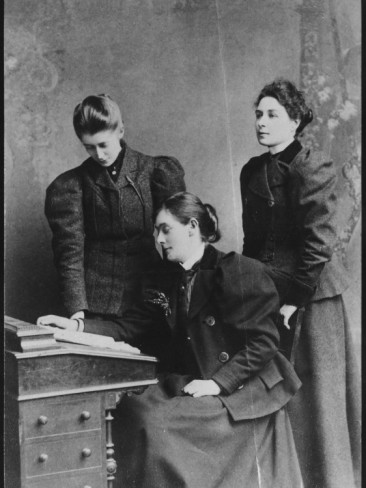
Esther Roper (sitzend), Edith Palliser (links), Mrs. Blaxter (rechts), vor 1938

Edith Charlotte Bury Palliser (* 22. Dezember 1859 in Comragh, County Waterford, Vereinigtes Königreich Großbritannien und Irland; † 25. November 1927 in Hartfield (East Sussex), Vereinigtes Königreich Großbritannien und Irland) war eine britische Frauenrechtlerin und Autorin. Sie setzte sich für die Rechte der Frauen in Großbritannien und Irland ein.

## Leben und Werk
Palliser war das jüngstes Kind und die einzige Tochter von Emily Price und dem Entdecker und Großwildjäger Frederick Hugh Palliser.  Während der irischen Hungersnot und dem Zusammenbruch der Familienplantage in Ceylon verlor die Familie einen Großteil des Familienvermögens. 1865 lebte Palliser mit ihrer Familie in Norwegen. Nach der Trennung ihrer Eltern lebte sie mit ihrer Mutter in Waterford.
Bis 1895 war Palliser nach London gezogen, wo sie als Sekretärin beim Zentralkomitee der National Society for Women’s Suffrage tätig war. Von 1903 bis 1906 finanzierte und redigierte sie die Women’s Suffrage Record für die National Union of Women’s Suffrage Societies. Von 1911 bis 1913 war sie Vorsitzende der London Society for Women’s Suffrage und Sekretärin der National Union of Women’s Suffrage Societies. Sie arbeitete auch als Vorstandsmitglied von The Englishwoman, einer feministischen Zeitung, für die sie Artikel verfasste.
Palliser war an der Gründung der International Woman Suffrage Alliance beteiligt und vertrat England 1904 bei dem ersten Treffen in Berlin und erneut 1908 in Amsterdam. 1915 wurde sie für die Zeit während des Ersten Weltkriegs Vorsitzende des neu gegründeten London Committee of the Scottish Women’s Hospitals.
Palliser verbrachte die meiste Zeit ihres Arbeitslebens in Kensington (London) und lebte einige Zeit bei Mabel Paine. Sie starb in Sussex im Haus ihrer Cousine Frances Sterling.

## Ehrungen
Nach ihrem Tod wurde ihrer Arbeit durch die Stiftung eines Bettes in der Entbindungsstation des Royal Free Hospital gedacht.

## Veröffentlichungen (Auswahl)
- 1907: The International Movement for Women’s Suffrage, to The Case for Women’s Suffrage.
- mit Helen Blackburn: The Way the World Went Then.